# Podranea ricasoliana

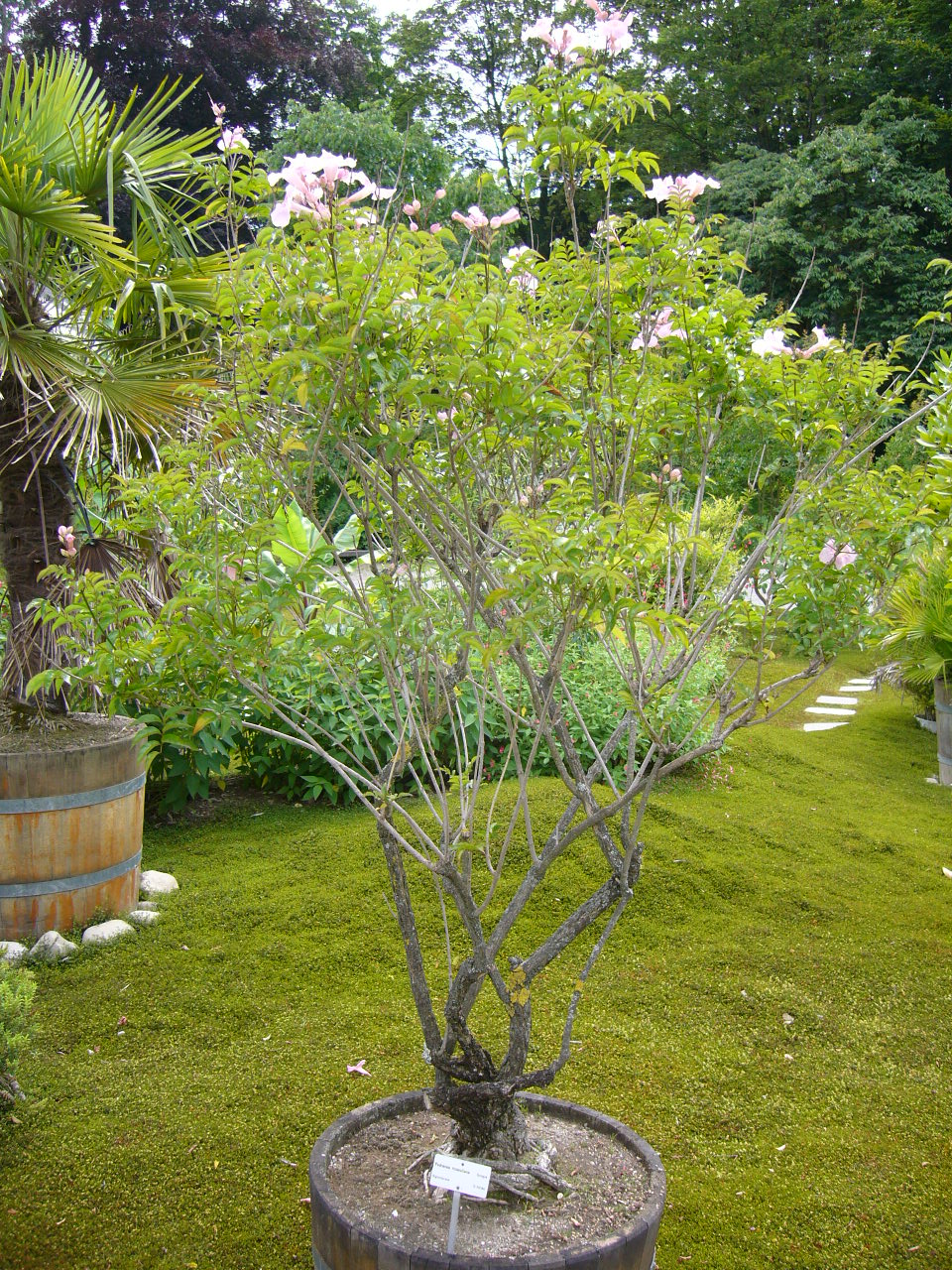

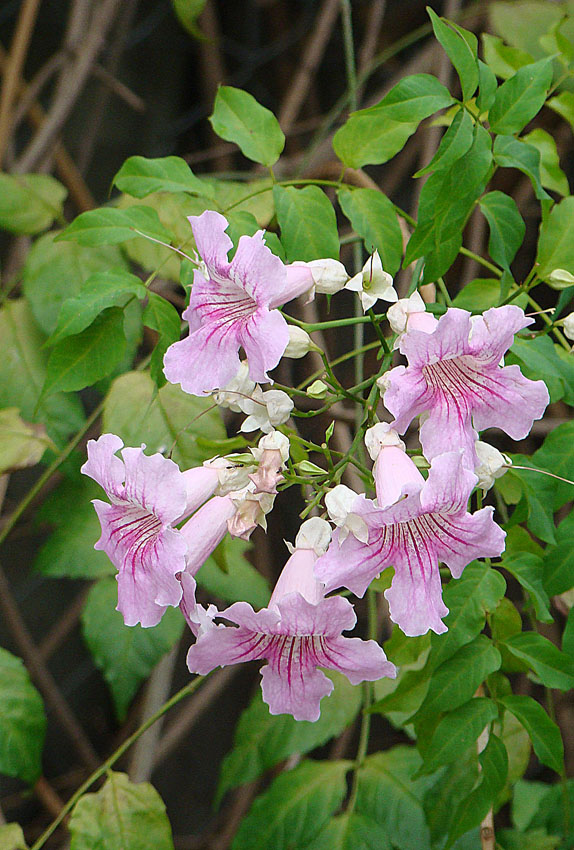
Podranea ricasoliana

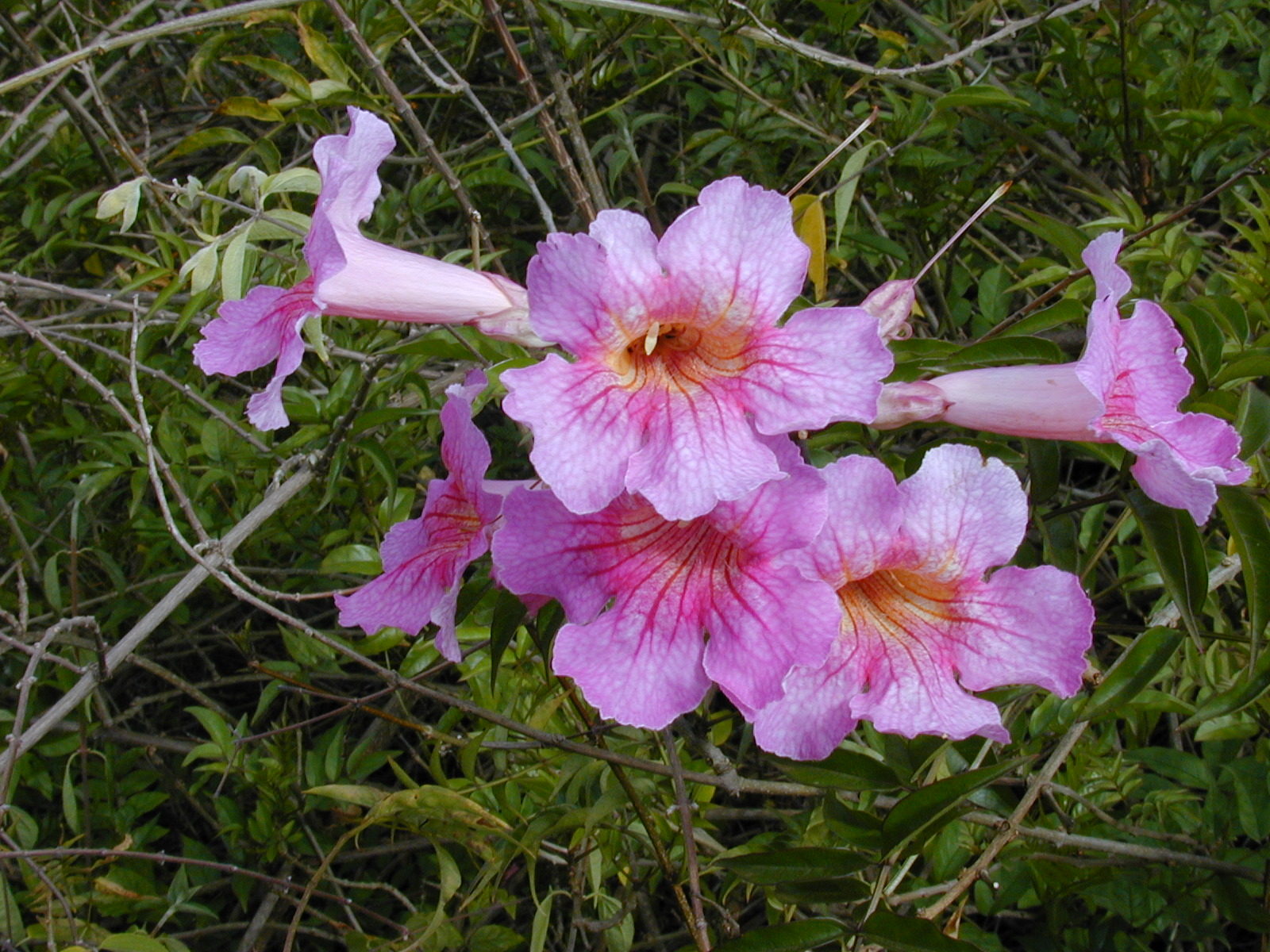

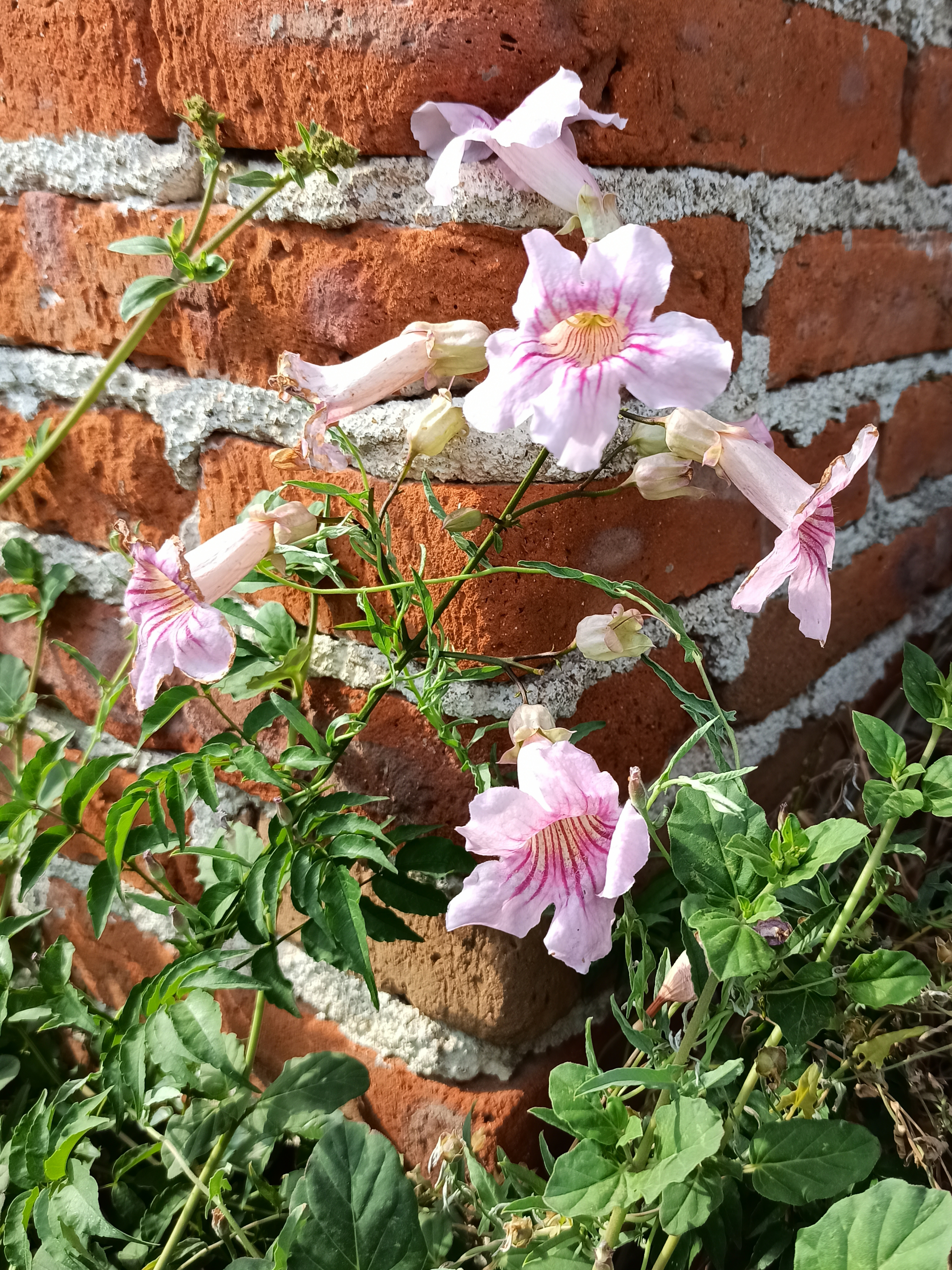

Podranea ricasoliana és una espècie de planta enfiladissa amb flors de color rosa púrpura, originària de l'Àfrica del Sud. Aquesta planta es caracteritza per tenir fulles verdes i llargues, i per produir flors molt grans que poden arribar a mesurar fins a 15 cm de diàmetre. La Podranea ricasoliana rep els noms vulgars de bignònia rosa o bignònia de flor rosa.

## Descripció
És una planta enfiladissa de tiges llenyosos, sense circells. És vigorosa i de ràpid creixement. Posseeix fulles pinnades, amb 5-9(-11) folíols lanceolat-ovats a amplament oblongo-el·líptics, de 2-7 x 1-3 cm o quelcom més grans en els brots nous; són de color verd fosc, amb el marge quelcom dentat, base cuneada, sovint quelcom asimètrica, i l'àpex de curta a llargament acuminat. Peciòlul de 0,8-1 cm de llargada. Destaquen les seves inflorescències en panícules terminals multiflores. Les flors tenen un càlid acampanat, inflat, d' 1,2-1,8 cm de longitud, amb dents triangulars curtes; corol·la de 6-8 cm de llarg i altres tants de diàmetre, exteriorment de color rosa amb venes vermelloses a la gola i interiorment de color groc cremós pàl·lid. Les seues flors solen aparèixer a l'estiu i a començaments de la tardor. El seu fruit és una càpsula linear amb llavors alades i rara vegada es produeix en cultiu.

## Distribució i origen
Planta originària de Sud-àfrica i distribuïda per tot el món, principalment les regions temperades.

## Potencial invasor
El potencial invasor de la planta depèn del lloc. En zones més càlides com les mediterrànies aquest pot ser quelcom elevat però actualment no presenta un perill per a les plantes autòctones.

## Ús paisatgístic
El caràcter enfilador de la planta fa que sol ser utilitzada per entapissar murs i crear pèrgoles. Necessitarà d' algun tipus d' estructura a mode de suport on se la pugui anar subjectant a mesura que va creixent. Pot arribar a cobrir un mur ampli en poc temps.
Necessita ser ubicada en situacions ben assolellades, però és especialment sensible a la pluja quan està florida, és perfecta per a zones temperades, fins i tot quelcom seques.

## Propagació
Es multiplica per llavors sembrades a la primavera i per esqueixos a la primavera i a l'estiu.

## Plagues i malalties més freqüents
No sol tenir problemes amb plagues d'insectes, ocasionalment poden aparèixer polzes a les flors i/o tigres tendres, són fàcils d'erradicar si tractem les plantes afectades a l'inici de les seves aparició, amb algun producte dels que es poden trobar al mercat. Pot presentar problemes amb fongs i podridura d'arrels en situacions de mal drenatge i excessiu reg.